# Graiul maramureșean
Graiul maramureșean este o ramură principală a adunării de graiuri din Ardeal folosit în regiunea istorică Maramureș, care a influențat și graiurile din regiunile învecinate. Graiurile maramureșene sunt graiurile din care este alcătuit subdialectul maramureșean, unul din cele 5 subdialecte de bază ale dialectului dacoromân: muntean, moldovean, bănățean, crișean și maramureșean. Subdialectul maramureșean se vorbește exclusiv în Maramureșul istoric, în satele de pe văile Mara, Cosău, Iza și Vișeu.

## Clasificare
Graiul maramureșean aparține grupului relativ fragmentat de graiuri ardelenești, împreună cu graiul crișean. Acest lucru plasează graiul maramureșean în grupa nordică de graiuri românești, care include și graiul moldovenesc și graiul bănățean, spre deosebire de grupa sudică din care fac parte graiul ardelenesc de sud, graiul muntenesc și graiul oltenesc.
În contextul varietăților de vorbire de tranziție foarte fragmentate ale Transilvaniei, clasificarea graiului maramureșean ca o varietate individuală este îngreunată, ca și în cazul graiului crișean, de numărul mic de trăsături fonetice distinctive. Această dificultate a determinat mulți cercetători, mai ales în stadiile timpurii ale studiilor dialectice ale limbii Române, să nu recunoască un subdialect maramureșean individual; acest punct de vedere a fost susținut de Gustav Weigand, Alexandru Philippide, Iorgu Iordan și Emanuel Vasiliu, printre alții. Analizele ulterioare recunosc existența acestei varietăți, deși cu o oarecare reticență, determinând unii cercetători, precum Emil Petrovici și Sextil Pușcariu, să elaboreze clasificări diferite după criterii diferite, în funcție de acceptarea graiului maramureșean ca o varietate individualizată sau nu.
O primă semnalare a existenței unei unități dialectale maramureșene aparține lui Émile Picot în 1873. Gustav Weigand (1908), autorul primului atlas lingvistic român, vorbește doar de trei subdialecte (bănățean, muntean și moldovean), însă are meritul de a identifica anumite particularități pentru graiurile din Crișana și Maramureș. Emil Petrovici, într-un studiu din 1954, emite ipoteza că aria maramureșeană ar putea reprezenta o zonă distinctă. Primul cercetător care a identificat ferm cinci graiuri ale teritoriului lexical dacoromân (printre care și pe cel maramureșean) a fost Sever Pop în 1950. Însă doar argumentele lui Romulus Todoran (1956) și Ștefan Giosu (1963) au fost de natură să câștige adeziunea lingviștilor români. Clasificările curente, datorate lui Romulus Todoran, Ion Coteanu și alții, recunosc un subdialect maramureșean distinct.
Cât privește graiul din Țara Codrului, acesta aparține, din punct de vedere dialectal, de Crișana (subdialectul crișean). Specialiștii îl încadrează în așa zisul "grai someșean".
Despre Țara Chioarului (inclusiv graiul, etnografia și folclorul regiunii), prof. Ioan Chiș Șter (1983) afirma că „aproape se confundă cu Codru”, deci am fi îndreptățiți să socotim graiul chiorean ca făcând parte din familia graiurilor someșene. Am putea spune că mai degrabă zona este una „de tranziție” între Codru (datorită numeroaselor elemente comune de tip someșean) și Lăpuș (față de care nu există o delimitare geografică fermă).
Țara Lăpușului, în schimb, dă dovadă de „o personalitate puternică”. Din punct de vedere geografic, etnic și istoric, reprezintă zona de extremă nordică a Transilvaniei. Cu toate acestea, este mai degrabă un fel de „arie laterală” a Maramureșului istoric, de unde a împrumutat un lexic bogat, numeroase aspecte etnografice și un repertoriu folcloric apreciabil. La toate acestea se adaugă un fapt istoric, respectiv documente ce atestă că o serie de localități lăpușene au fost întemeiate de nobili maramureșeni prin secolul al XIV-lea.
Indiferent de apartenența la un subdialect sau altul, graiurile din Lăpuș, Chioar sau Codru au împrumutat unele particularități fonetice de tip maramureșean, dată fiind apropierea geografică, precum și raporturile sociale și culturale. Abia din punct de vedere lexical putem vorbi de un relativ caracter unitar al graiurilor din cele patru regiuni, acestea înscriindu-se în aria nordică a teritoriului locuit de români.

## Distribuția geografică
Graiul maramureșean este vorbit în mare parte în regiunea istorică Maramureș, azi împărțită între România și Ucraina. În România, zona dialectală acoperă partea de nord-est a Județului Maramureș, de-a lungul văilor râurilor Tisa, Vișeu, Mara, Iza  și Cosău; mulți vorbitori sunt concentrați în Sighetu Marmației, Vișeu de Sus și Borșa. În Ucraina, vorbitorii în principal în partea de est a Regiunii Transcarpatia (Maramureșul de Nord), dar numărul lor este în scădere.

## Subdiviziuni
Deși este vorbit într-o zonă restrânsă, graiul maramureșean poate fi divizat mai departe, utilizând particularități predominant lexicale, în trei ramuri:
- o parte centrală largă a zonei, care este cea mai reprezentativă;
- partea nord-vestică are influence dintr-o varietate vorbită în Țara Oașului;
- partea sud-estică.

## Particularități
Multe particularități sunt împărtășite cu graiul crișean, cu alte graiuri ardelenești învecinate și unele cu graiul moldovenesc.

### Trăsături fonetice
- Vocalele mijlocii [e, ə, o] se închid în [i, ɨ, u] sau în poziții intermediare. Cea mai frecventă este schimbarea lui [e] în [i̞]: [di̞, di̞ la] pentru de, de la.
- Când [e] apare în două silabe consecutive, primul [e] se deschide în [ɛ]: [ˈfɛtʲe, ˈtrɛtʃe] (standard fete, trece [ˈfete, ˈtretʃe]).
- Diftongul [o̯a] monoftonghează în [ɔ]: [uˈʃɔrə, ˈnɔptʲe] pentru ușoară [uˈʃo̯arə], noapte [ˈno̯apte].
- După consoanele [s, z, ʃ, ʒ, t͡s, d͡z, r] vocalele anterioare devin centrale, pe când diftongul [e̯a] monoftonghează în [a]: [ˈsɨnɡur, ˈsarə, ˈzamə, ʒɨr, t͡sɨn, d͡zɨ] pentru singur, seară, zeamă, jir, țin, zi.
- Consoanele[t͡ʃ, d͡ʒ] sunt mai puțin palatale decât în româna standard și au efect centralizator al lui [e] în [ə]: [t͡ʃər, d͡ʒər] pentru cer, ger.[2]
- După labiale, [e] devine [ə] și diftongul [e̯a] este monoftongat în [a]: [mərɡ, ˈmarɡə, pə] pentru merg, meargă, pe.
- Diftongul accentuat [e̯a] monoftonghează în [ɛ] în pozițiile terminale din cuvinte: [aˈvɛ, mɛ, vrɛ] pentru avea, mea, vrea.
- Diftongul [ja] devine [je] în anumite cuvinte: [bəˈjet, muˈjet] pentru băiat, muiat.
- În pozițiile terminale din cuvinte [i, u] sunt devocalizate: [pəkuˈrarʲ, ˈt͡ʃərʲʷ] pentru păcurar, cer.
- Diftongul [ɨj] monoftonghează în [ɨ]: [ˈkɨnʲe, ˈmɨnʲe, ˈpɨnʲe] pentru câine, mâine, pâine.
- Se păstrează [ɨ] etimologic în cuvinte precum îmblu, îmflu, întru (standard umblu, umflu, intru).
- Arhaicele [d͡z, d͡ʒ] sunt conservate în cuvinte ca [d͡zɨk, d͡ʒos, d͡ʒok], față de standardele [zik, ʒos, ʒok].[3]
- Consoanele [l, n] sunt palatizate când sunt urmate de vocale anterioare: [ˈlʲemnʲe, ˈvinʲe] pentru lemne, vine.
- Palatizarea labialelor înaintea vocalelor anterioare ia forme specifice:
  - [p] devine [ptʲ]: [ˈptʲikə, ˈptʲelʲe, ˈptʲitə] pentru pică, piele, pită;
  - [b] devine [bdʲ]: [ˈbdʲinʲe] pentru bine;
  - [m] devine [mnʲ]: [mnʲik, mnʲɛre] pentru mic, miere;
  - [f] devine [s]: [sə ˈsije, ˈsjɛrbe] pentru să fie, fierbe;
  - [v] devine [z]: [a zɨˈnʲi, ˈzjerme] pentru a veni, vierme.

### Trăsături morfologice și sintactice
- Articolul posesiv este invariabil: a meu, a mea, a mei, a mele ("mine", comparat cu standardele al meu, a mea, ai mei, ale mele).
- Pronumele demonstrative de apropiere sunt mai apropiate de etimoanele lor latine: aista, aiasta.
- Unele verbe din prima și a patra grupă de conjugare nu primesc sufixele -ez și -esc: lucră, mă rușin, străluce spre deosebire de standardele lucrează, mă rușinez, strălucește. Pe de altă parte, sufixul -esc poate apărea în verbe conjugate fără acesta în limba standard: împărțăsc, omorăsc, sâmțăsc, comparat cu împart, omor, simt.
- Anumite forme verbale au [n] înlocuit cu alte sunete: [spuj, viw, viˈind], comparat cu spun, vin, venind. Această trăsătură este împărtășită cu graiul muntenesc.
- Auxiliarul folosit pentru perfectul compus al verbelor la persoana a treia este o la singular și or / o la plural: [o d͡zɨs, or d͡zɨs], comparat cu a zis, au zis.
- Următoarele forme apar la persoana a treia a modului conjunctiv, atât la singular, cât și la plural: să deie, să steie, să beie, să vreie, având terminația [ˈeje], pe când limba standard are să dea, să stea, să bea, să vrea, cu terminaia [ˈe̯a].
- Mai mult ca perfectul poate fi construit și analitic: m-am fost dus, am fost venit, față de formele sintactice standard mă dusesem, venisem.
- Verbele a aduce și a veni au forme imperative particulare: adă, vină (standard adu, vino).
- Există o tendință generală spre scurtarea cuvintelor: o fo (standard a fost), Gheo (în loc de Gheorghe), oi me (standard voi merge) etc.

### Particularități lexicale
- Cuvinte specifice: a cușăi ( standard a gusta), cleri (standard creier), cocon (standard copil), cătilin (standard încet), pup (standard boboc), potică (standard farmacie), zierme (standard șarpe).

### Exemplu
În graiul maramureșean: Să rógă lu Dumňedzău, îș fačă cručă și dzîce: Dómňe, agiută-mi. Șî fémeia ié u uău șî-l sparge ďe car ca să-i sie ușóră arătura, ca șî uou. [sə ˈrɔɡə lu dumnʲeˈd͡zəw ɨʃ ˈfat͡ʃə ˈkrut͡ʃə ʃɨ ˈd͡zɨt͡ʃə ‖ ˈdɔmnʲe aˈd͡ʒutəm ‖ ʃɨ feˈmɛja jɛ ũ wow ʃɨl ˈspard͡ʒə dʲe kar ka səj sije uˈʃɔrə arəˈtura ka ʃɨ wowu]
În româna standard: Se roagă lui Dumnezeu, își face cruce și zice: Doamne, ajută-mi. Și femeia ia un ou și-l sparge de car, ca să-i fie ușoară arătura, ca și oul.